# Communauté de communes Retz-en-Valois
La communauté de communes Retz-en-Valois est une communauté de communes française, située dans le département de l'Aisne en région Hauts-de-France.

## Historique
Dans le cadre des dispositions de la loi portant nouvelle organisation territoriale de la République du 7 août 2015, qui prévoit que les établissements publics de coopération intercommunale (EPCI) à fiscalité propre doivent avoir un minimum de 15 000 habitants, le Schéma départemental de coopération intercommunale (SDCI) de l'Aisne a prévu, par amendement de la commission départementale de coopération intercommunale, la fusion de la petite communauté de communes du Pays de la Vallée de l'Aisne et de la communauté de communes Villers-Cotterêts - Forêt de Retz, cette dernière atteignant juste le seuil de 15 000 habitants, avec intégration de 12 communes issues de la communauté de communes de l'Ourcq et du Clignon (Ancienville, Chouy, Dammard, La Ferté-Milon, Macogny, Marizy-Sainte-Geneviève, Marizy-Saint-Mard, Monnes, Noroy-sur-Ourcq, Passy-en-Valois, Silly-la-Poterie et Troësnes).
Cette fusion, selon le SDCI, était destinée à créer un territoire cohérent situé sur la marge ouest du département, formant un bassin d'emploi homogène orienté vers les pôle économique de Roissy et de Compiègne, et structuré par les deux villes-centre de Villers-Cotterêts et Vic-sur-Aisne, en anticipation de l'extension probable de l'aire d'influence francilienne, et notamment du pôle aéroportuaire de Roissy. Par ailleurs, les deux intercommunalité appelées à fusionner exerçaient des compétences comparables.
En conséquence, et après consultation des conseils municipaux et communautaires concernés, l'arrêté préfectoral no 2016-1079 du 15 décembre 2016 crée la communauté de communes Retz-en-Valois avec effet le 1er janvier 2017,.

## Territoire communautaire

### Géographie
La communauté de communes constitue un pôle intermédiaire entre Soissons, Crépy-en-Valois et Château-Thierry.

### Toponymie
« Le nom de la nouvelle communauté de communes, choisi par la majorité des conseillers communautaires, a pour ambition de mettre en lumière le territoire et ses richesses naturelles. Le nom « Retz » renvoie à la Forêt de Retz et au ru qui prend sa source dans la CCVCFR et traverse la CCPVA. Le terme « Valois » fait quant à lui référence à l’ancien duché de Valois, dont la nouvelle entité occupe la partie axonaise »,.

### Composition
La communauté de communes est composée des 54 communes suivantes :

| Nom                       | Code Insee | Gentilé                | Superficie (km2) | Population (dernière pop. légale) | Densité (hab./km2) |
| ------------------------- | ---------- | ---------------------- | ---------------- | --------------------------------- | ------------------ |
| Villers-Cotterêts (siège) | 02810      | Cotteréziens           | 41,71            | 10 376 (2022)                     | 249                |
| Ambleny                   | 02011      | Amblenois              | 17,32            | 1 203 (2022)                      | 69                 |
| Ancienville               | 02015      | Ancienvillois          | 3,85             | 78 (2022)                         | 20                 |
| Audignicourt              | 02034      | Audignicourtois        | 5,66             | 110 (2022)                        | 19                 |
| Berny-Rivière             | 02071      | Bernéens               | 7,87             | 633 (2022)                        | 80                 |
| Bieuxy                    | 02087      | Bieuxyois              | 4,5              | 34 (2022)                         | 7,6                |
| Chouy                     | 02192      | Choyens                | 20,03            | 371 (2022)                        | 19                 |
| Cœuvres-et-Valsery        | 02201      | Coeuvréens             | 12,52            | 466 (2022)                        | 37                 |
| Corcy                     | 02216      | Corcyacois             | 7,25             | 318 (2022)                        | 44                 |
| Coyolles                  | 02232      | Coyollais              | 24,55            | 366 (2022)                        | 15                 |
| Cutry                     | 02254      | Custériens             | 4,79             | 126 (2022)                        | 26                 |
| Dammard                   | 02258      | Dammardois             | 7,96             | 375 (2022)                        | 47                 |
| Dampleux                  | 02259      | Damloupiens            | 8,19             | 378 (2022)                        | 46                 |
| Dommiers                  | 02267      | Dommariens             | 7,24             | 306 (2022)                        | 42                 |
| Épagny                    | 02277      | Épaniens               | 11               | 339 (2022)                        | 31                 |
| Faverolles                | 02302      | Faverollais            | 13,79            | 351 (2022)                        | 25                 |
| La Ferté-Milon            | 02307      | Milonais               | 18,35            | 2 040 (2022)                      | 111                |
| Fleury                    | 02316      | Fleuryacois            | 6,51             | 126 (2022)                        | 19                 |
| Fontenoy                  | 02326      | Putifontains           | 9,03             | 470 (2022)                        | 52                 |
| Haramont                  | 02368      | Haramontois            | 12,24            | 558 (2022)                        | 46                 |
| Largny-sur-Automne        | 02410      | Lerniens ou Largniens  | 9,53             | 240 (2022)                        | 25                 |
| Laversine                 | 02415      | Laversinois            | 7,22             | 156 (2022)                        | 22                 |
| Longpont                  | 02438      | Longipontains          | 10,94            | 237 (2022)                        | 22                 |
| Louâtre                   | 02441      | Louâtrais              | 11,02            | 189 (2022)                        | 17                 |
| Macogny                   | 02449      | Macognyacois           | 6,17             | 61 (2022)                         | 9,9                |
| Marizy-Saint-Mard         | 02467      | Marizyacois            | 4,54             | 49 (2022)                         | 11                 |
| Marizy-Sainte-Geneviève   | 02466      | Marizyacois            | 7,71             | 127 (2022)                        | 16                 |
| Monnes                    | 02496      | Monnois                | 4,92             | 94 (2022)                         | 19                 |
| Montgobert                | 02506      | Montgobertois          | 11,18            | 202 (2022)                        | 18                 |
| Montigny-Lengrain         | 02514      | Ignymontains           | 11,38            | 684 (2022)                        | 60                 |
| Morsain                   | 02527      | Morsainois             | 14,34            | 467 (2022)                        | 33                 |
| Mortefontaine             | 02528      | Mortefontainois        | 11,9             | 215 (2022)                        | 18                 |
| Noroy-sur-Ourcq           | 02557      | Noroisiens             | 5,15             | 126 (2022)                        | 24                 |
| Nouvron-Vingré            | 02562      | Nouvronnais            | 9,25             | 197 (2022)                        | 21                 |
| Oigny-en-Valois           | 02568      | Ogniaciens             | 11,88            | 175 (2022)                        | 15                 |
| Passy-en-Valois           | 02594      | Passyens ou Passyacois | 3,41             | 125 (2022)                        | 37                 |
| Pernant                   | 02598      | Pernantais             | 9,83             | 683 (2022)                        | 69                 |
| Puiseux-en-Retz           | 02628      | Podiscains             | 9,88             | 221 (2022)                        | 22                 |
| Ressons-le-Long           | 02643      | Ressonnais             | 10,55            | 780 (2022)                        | 74                 |
| Retheuil                  | 02644      | Retheuillois           | 14,87            | 348 (2022)                        | 23                 |
| Saconin-et-Breuil         | 02667      | Saconois               | 8,53             | 197 (2022)                        | 23                 |
| Saint-Bandry              | 02672      | Blaises                | 6,02             | 240 (2022)                        | 40                 |
| Saint-Christophe-à-Berry  | 02673      | Saint-Christophois     | 7,78             | 443 (2022)                        | 57                 |
| Saint-Pierre-Aigle        | 02687      | Saint-Pierrois         | 12,02            | 332 (2022)                        | 28                 |
| Silly-la-Poterie          | 02718      | Sillygellaciens        | 2,31             | 114 (2022)                        | 49                 |
| Soucy                     | 02729      | Souciats               | 5,22             | 77 (2022)                         | 15                 |
| Taillefontaine            | 02734      | Taillefontainois       | 10,63            | 262 (2022)                        | 25                 |
| Tartiers                  | 02736      | Tartiérois             | 8,89             | 165 (2022)                        | 19                 |
| Troësnes                  | 02749      | Troënois               | 2,65             | 211 (2022)                        | 80                 |
| Vassens                   | 02762      | Vassensais             | 9,87             | 171 (2022)                        | 17                 |
| Vézaponin                 | 02793      | Vézaponiens            | 3,18             | 114 (2022)                        | 36                 |
| Vic-sur-Aisne             | 02795      | Vicois                 | 5,23             | 1 610 (2022)                      | 308                |
| Villers-Hélon             | 02812      | Villers-Hélonais       | 8,07             | 194 (2022)                        | 24                 |
| Vivières                  | 02822      | Viviérois              | 13,96            | 409 (2022)                        | 29                 |

### Démographie
| 1968   | 1975   | 1982   | 1990   | 1999   | 2008   | 2013   | 2019   |
| ------ | ------ | ------ | ------ | ------ | ------ | ------ | ------ |
| 23 116 | 24 144 | 24 357 | 26 584 | 28 254 | 29 332 | 30 077 | 28 980 |

## Administration

### Siège
Le siège de la communauté de communes est situé à Villers-Cotterêts, 9 rue Marx-Dormoy.

### Élus
La communauté de communes est administrée par son conseil communautaire, composé pour la période 2017-2020 de 86 conseillers municipaux représentant les 54 communes membres. Ils étaient répartis comme suit :
- 25 délégués pour Villers-Cotterêts ;
- 5 délégués pour La Ferté-Milon ;
- 4 délégués pour Vic-sur-Aisne ;
- 1 délégué ou son suppléant pour les autres communes.

Afin de tenir compte des évolutions démographiques, la composition du conseil communautaire est modifié à compter des élections municipales de 2020 dans l'Aisne et est réduit à 82 membres répartis de ma manière suivante : 
- 23 délégués pour Villers-Cotterêts ;
- 4 délégués pour La Ferté-Milon ;
- 3 délégués pour Vic-sur-Aisne ;
- 2 délégués pour Ambleny ;
- 1 délégué ou son suppléant pour les autres communes.

Lors de la création de l'intercommunalité, le conseil communautaire du 13 janvier 2017 a élu, pour le mandat 2017-2020 son président, Alexandre de Montesquiou, maire de Montgobert, et désigné ses 15 vice-présidents qui sont :
1. Jean-Pascal Berson, maire de Dommiers et ancien président de l'ex-communauté de communes du Pays de la Vallée de l'Aisne, chargé des mutualisations et relations avec le Pays Soissonnais ;
2. Céline Le Frère Létoffé, maire de La Ferté-Milon, chargée du Tourisme ;
3. Norbert Poirier, conseiller municipal de Villers-Cotterêts, chargé du Personnel et des Marchés de travaux ;
4. Nicolas Rébérot, maire de Ressons-le-Long, chargé de la Gestion des déchets, de l’eau, de la GEMAPI (gestion des milieux aquatiques et prévention des inondations) et de la biodiversité ;
5. Jean Saumont, maire de Largny-sur-Automne, chargé de l’aménagement de l’espace ;
6. Franck Briffaut, maire de Villers-Cotterêts, chargé du développement économique ;
7. Monique Bruyant, maire de Coeuvres-et-Valsery, chargée de l’enfance et de la jeunesse ;
8. Rémi Vanlerberghe, premier maire-adjoint de Vivières, chargé de l’habitat et du patrimoine ;
9. Benoît Davin, maire de Mortefontaine, chargé de la voirie ;
10. Vincent Philipon, maire de Chouy, chargé du Social ;
11. Jean-Claude Pruski, conseiller municipal de Villers-Cotterêts, chargé du Sport ;
12. Thierry Gilles, premier maire-adjoint de Puiseux-en-Retz, chargé de la Communication ;
13. Benoît Letrillart, maire de Cutry, chargé des finances ;
14. Patricia Caron, conseillère municipale de Villers-Cotterêts, chargée de la culture ;
15. Véronique Malarange, Maire de Dampleux, chargée de l’Assainissement.

À la suite du renouvellement intervenu lors des élections municipales de 2020, le conseil communautaire du 9 juillet 2020 a réélu son président, Alexandre de Montesquiou, maire de Montgobert et désigné ses 10 vice-présidents qui sont :
1. Jean-Pascal Berson, maire de Dommiers, chargé de l'aménagement du territoire et partenariats supra-communautaires.
2. Céline Le Frère, maire de La Ferté-Milon, chargée du tourisme, du patrimoine et de la culture.
3. Franck Briffaut, conseiller départemental de l'Aisne et maire de Villers-Cotterêts, chargé du développement économique.
4. Nicolas Rébérot, maire de Ressons-le-Long, chargé de l'habitat et de la cohésion sociale
5. Vincent Philippon, maire de Chouy, chargé des transports, de la voirie et des travaux.
6. Thierry Gilles, maire de Puiseux-en-Retz, chargé de la communication et des ressources humaines.
7. Yveline Delval, première adjointe au maire de Vic-sur-Aisne, chargée de l'économie circulaire et de l'énergie.
8. Gilles Davalan, maire de Longpont, chargé des finances.
9. Benoît Davin, maire de Mortefontaine, chargé de l'assainissement, petit et gand cycle de l'eau.
10. Rémi Vanlerberghe, premier maire-adjoint de Vivières, chargé de l'enfance, de la jeunesse et des sports.

Ils forment ensemble l'exécutif de l'intercommunalité pour le mandat 2020-2026.

### Liste des présidents
| Période      | Période                       | Identité                 | Étiquette | Qualité |
| ------------ | ----------------------------- | ------------------------ | --------- | --- |
| janvier 2017 | En cours (au 11 juillet 2020) | Alexandre de Montesquiou | LR        | Cadre supérieur Maire de Montgobert (2001 → ) Ancien président de l'ex-CC Villers-Cotterêts - Forêt de Retz (2014 → 2017) Réélu pour le mandat 2020-2026 |

### Compétences
L'intercommunalité exerce des compétences qui lui ont été transférées par les communes membres, dans les conditions déterminées par le code général des collectivités territoriales. Il s'agit de :
- Au titre des compétences obligatoires
  - L'aménagement de l’espace pour la conduite d’actions d’intérêt communautaire
  - Le plan local d’urbanisme en lieu et place des cartes communales
  - La promotion du tourisme
  - L'entretien et gestion de zones d’activité
  - L'action de développement économique
  - L'aménagement, entretien et gestion des aires d'accueil des gens du voyage
  - La collecte et traitement des déchets des ménages et déchets assimilés
- Au titre des compétences optionnelles:
  - La politique du logement et du cadre de vie
  - La construction, entretien et fonctionnement d’équipements d’intérêt communautaire
  - Création, aménagement et entretien de la voirie
- Au titre des compétences facultatives :
  - L'assainissement
  - La création et gestion d’un comité intercommunal de prévention de la délinquance
  - La gestion d’un pôle de service technique intercommunal
  - Les promotions à l’installation d’établissements médico-sociaux
  - L'organisation d’un réseau de transport collectif prévoyant la desserte urbaine de Villers-Cotterêts et le transport à la demande pour les autres communes membres à l’exclusion du transport scolaire
  - Les réseaux et services locaux de communications électroniques
  - Les actions sociales.

### Régime fiscal et budget
La communauté de communes est un établissement public de coopération intercommunale à fiscalité propre.
Afin de financer l'exercice de ses compétences, l'intercommunalité perçoit la fiscalité professionnelle unique (FPU) – qui a succédé à la taxe professionnelle unique (TPU) – et assure une péréquation de ressources entre les communes résidentielles et celles dotées de zones d'activité.
Elle collecte également la taxe d'enlèvement des ordures ménagères (TEOM), qui finance ce service public, et bénéficie d'une bonification de la dotation globale de fonctionnement.
Elle ne verse pas de dotation de solidarité communautaire (DSC) à ses communes membres.